# Сейлем Тауншип (округ Лузерн, Пенсільванія)
Сейлем Тауншип (англ. Salem Township) — селище (англ. township) в США, в окрузі Лузерн штату Пенсільванія. Населення — 4027 осіб (2020).

## Демографія
Згідно з переписом 2010 року, у селищі мешкали 4254 особи в 1803 домогосподарствах у складі 1215 родин. Було 1985 помешкань
Расовий склад населення:
| - 96,6 % — білих - 0,7 % — азіатів - 0,5 % — чорних або афроамериканців - 0,1 % — корінних американців |

До двох чи більше рас належало 1,6 %. Частка іспаномовних становила 2,3 % від усіх жителів.
За віковим діапазоном населення розподілялося таким чином: 18,3 % — особи молодші 18 років, 58,7 % — особи у віці 18—64 років, 23,0 % — особи у віці 65 років та старші. Медіана віку мешканця становила 47,8 року. На 100 осіб жіночої статі у селищі припадало 91,6 чоловіків;  на 100 жінок у віці від 18 років та старших — 90,2 чоловіків також старших 18 років.
Середній дохід на одне домашнє господарство  становив 73 114 долари США (медіана — 51 203), а середній дохід на одну сім'ю — 72 175 доларів (медіана — 61 250). Медіана доходів становила 46 836 доларів для чоловіків та 31 675 доларів для жінок. За межею бідності перебувало 5,3 % осіб, у тому числі 8,7 % дітей у віці до 18 років та 7,7 % осіб у віці 65 років та старших.
Цивільне працевлаштоване населення становило 2161 особа. Основні галузі зайнятості: освіта, охорона здоров'я та соціальна допомога — 23,1 %, виробництво — 17,0 %, роздрібна торгівля — 16,1 %.